# Pajares de la Rivera
Pajares de la Rivera es un poblado de colonización perteneciente al municipio español de Riolobos, en la provincia de Cáceres (Extremadura). Fue fundado a mediados del siglo XX en el entorno de los regadíos creados junto al río Alagón; sin embargo, a diferencia de otros poblados de la zona, no llegó a desarrollarse como un pueblo y a principios del siglo XXI quedó casi despoblado. En 2020 tenía una población de 11 habitantes.
Se ubica en el límite con el vecino término municipal de Holguera, unos 2 km al norte de la propia localidad de Holguera y 3 km al oeste de la capital municipal Riolobos. Se accede al poblado a través de un camino rural que sale al este de la carretera provincial CC-5.4, que une Holguera con El Batán.

## Demografía
Sus datos de población han sido los siguientes:
- 2002: 32 habitantes
- 2005: 21 habitantes
- 2008: 22 habitantes
- 2011: 19 habitantes
- 2014: 12 habitantes
- 2017: 13 habitantes
- 2020: 11 habitantes

## Patrimonio
El pueblo conserva intacta la arquitectura propia que el Instituto Nacional de Colonización desarrolló a mediados del siglo XX. Tiene varios edificios públicos en desuso o ruinas: iglesia con salón de Acción Católica, local de la Hermandad Sindical, escuela, bar y tienda.
En diciembre de 2021, el Ayuntamiento de Riolobos ha llegado a un acuerdo con la diócesis de Coria-Cáceres para convertir la iglesia parroquial de Pajares de la Rivera en un centro cultural.